# WorldBox
WorldBox (Del inglés «World»[wərld] o «Mundo» y «Box»[bäks] o «Caja»; «Mundo caja») es un videojuego minimalista de simulación de mundo abierto (SandBox), desarrollado por Maxim Karpenko (Kendja) como juego indie-casual, lanzado originalmente para pc el 24 de septiembre de 2012,  para la plataforma Android el 10 de octubre del 2018 y para iOS el 3 de febrero de 2019.
Es un videojuego de simulación en el cual puedes provocar diversas situaciones, combinaciones y posibilidades, catalogado como mundo abierto por el libre albedrío en su desarrollo.
En él se pueden crear vida humana y animal, es decir, crear orcos, enanos, humanos, y animales como perro, cocodrilos, entre muchos más. En el caso de la civilización, cada raza crea sus propios diseños e infraestructura al momento de crear civilizaciones y reinos. También en el videojuego, los reinos que existan en un mundo, pueden tener comercios entre ellos, cada reino puede crear su propio ejército, su propia cultura, los cuales los caracterizan.
También llamado «Caja de Arena», «Simulador de Dios» o «Super WorldBox».

## Jugabilidad
WorldBox no tiene un objetivo específico, el jugador tiene la capacidad de experimentar con los diferentes elementos y características que este presenta.

### Actualizaciones
Según el desarrollador, el espacio de tiempo entre las actualizaciones es de alrededor de un mes.

#### Falencias (Solucionadas)
Las actualizaciones en Android y iOS presentan problemas con la compra de la versión completa dentro de la aplicación.
- En la plataforma Android: es posible no recibir las características completas luego de su pago.
- En la plataforma iOS: es posible no recibir las características completas luego de adquirirlas y cambiar de dispositivo.

El desarrollador brinda la solución a los problemas en la sección de FAQ (preguntas frecuentes) en el sitio web oficial del videojuegoEN.
Para actualizar el videojuego en la plataforma PC (adquirido desde la página oficial del videojuego), es necesario descargar nuevamente la totalidad del videojuego. Los datos del usuario no se eliminan ya que estos se almacenan en otro sitio del disco.
Quienes adquirieron el videojuego para la plataforma PC, antes de la llegada a la tienda virtual Steam, se les brindara una clave de steam para adquirir el juego en la plataforma de manera gratuita.

### Integración con la comunidad
El juego posee una forma irregular de notas de desarrollo en la página web «Trello», donde se publica: 
- Las características que se planean incluir en versiones futuras.[8]

- Sugerencias o Ideas de usuarios (el desarrollador aclara que no es segura su implementación).
- Las Características actualmente en desarrollo.
- Información acerca de los Bugs/Glitches encontrados y posibles mejoras.
- Listado de ítems ya cumplidos de los listados anteriores.[9]

También posee una comunidad en Reddit y en Discord en las cuales el desarrollador recibe ideas sobre contenido deseado o posiblemente nuevo para incluir en el juego más adelante (Para quienes no conocen o no usan la página de Trello).
Las traducciones a otros idiomas son hechas por candidatos en la comunidad de Discord, este grupo de traductores es controlado por uno de los administradores de la comunidad.
El sistema de reporte de Bugs/Glitches está actualmente basado en Google Forms en el cual se anexa a un formulario información acerca del fallo para su publicación y futura corrección.
El desarrollador brinda también direcciones de contacto para el videojuego y para su persona disponibles en la página web del juego y del desarrollador respectivamente.

### Requisitos

#### Android
- Versión 5.0 (Lollipop) o posterior.[13]

#### iOS
- Versión 9.0 (iOS) o posterior.[14]

#### PC
- Windows 10.64 bits o posterior. (estándar por compatibilidad)
- 2.5gb RAM (Requisito del sistema)
- Procesador: 2.0Ghz+ (Requisito del sistema)

### Clasificación
- Todos los públicos

### Polémica
WorldBox se vio envuelto en una polémica con una compañía que había intentado comprar el juego el 20 de noviembre de 2020 durante una conferencia, pero Maxim se negó, no respetando su decisión dicha compañía decidió aprovecharse y registrar el juego publicando una copia en Google Play Store. Gracias a la comunidad se logró eliminar a la copia de la Play Store reportando el juego y valorándolo negativamente. El creador dijo que tomaría acciones judiciales contra la compañía y actualmente se encuentra en un largo proceso por proteger WorldBox. Más tarde, durante la investigación junto a sus abogados, el creador descubrió que esta empresa se trataba solo de una red de empresas fantasmas que habían copiado además muchos otros juegos.